# Троицкая (Ингушетия)

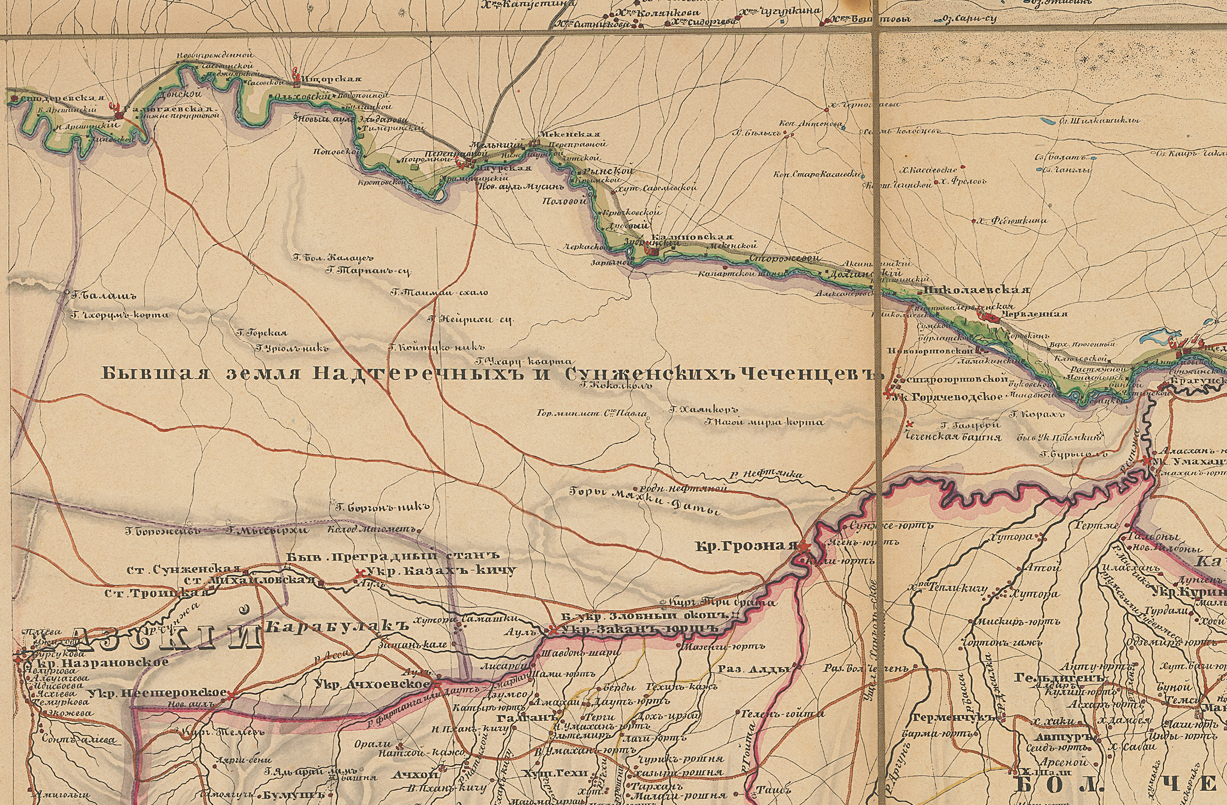
Троицкая на карте 1847 г.

Тро́ицкая (ингуш. Эбарг-Юрт, Троицки, чечен. Обарг-Юрт, Троицки) — станица в Сунженском районе Республики Ингушетия.
Образует муниципальное образование сельское поселение Троицкое как единственный населённый пункт в его составе.

## География
Станица расположена к западу от окраин города Сунжа, почти сливаясь с ним, в 2 км к востоку от города Карабулак и в 27 км к северо-востоку от города Магас (расстояние по дороге), по обоим берегам реки Сунжи. Юго-западнее станицы находится селение Яндаре, юго-восточнее — станица Нестеровская. К югу от Троицкой проходит федеральная трасса Р217 «Кавказ», к северу — железнодорожная линия Северо-Кавказской железной дороги (участок Беслан—Слепцовская). На северной окраине расположен аэропорт «Магас».
К югу от станицы проходит канал Асса—Сунжа (берёт начало из Сунжи западнее Троицкой). Ещё южнее возвышается Лесистый хребет. На севере протянулся Сунженский хребет (гора Разрытая, 652,4 м).

## История
На месте станицы находилось орстхойское селение Эбарг-Юрт (Обарг-Юрт, Обург-Юрт), которое было основано представителями тайпа Мержой. В 1843 году на его месте было заложено укрепление Волынское, а в 1845 году — станица Троицкая. Название станицы связано с воздвигнутой в ней церковью Святой Троицы.
В поселении на 250 дворов были размещены переселенцы из донских казаков, из Кавказской области (с территорий, ныне входящих в состав Краснодарского и Ставропольского краёв), из Воронежской губернии. Позднее прибыли поселенцы — бывшие солдаты, приписанные к казакам — с поста Мужичьего. Регулярной планировки станица не получила. Восточнее Троицкой находилась основанная в том же 1845 году станица Слепцовская, западнее — пост Яндырский.
22 июля 1846 года станица Троицкая подверглась нападению вооружённого формирования чеченцев, в количестве 300 человек отборной конницы и некоторого числа пеших воинов. Населявшие станицу сунженские казаки сумели отбить нападение и под руководством подполковника Н. П. Слепцова, контратакой в 100 казаков, обратили нападающих в бегство.
Входила в 1-й Сунженский полк Кавказского линейного казачьего войска (1858 год). По состоянию на 1874 год в станице было 306 дворов при 2264 жителях, имелись православная церковь и школа. Исповедные росписи по станичному православному приходу составлялись с 1846 года, однако местная Троицкая церковь была освящена, согласно имеющимся данным, лишь 12 ноября 1873 года. Небольшая одногодичная школа, по некоторым сведениям, существовала в станице с 1848 года, также упоминается школа, основанная в 1892 году. В 1882 году в Троицкой произошёл крупный пожар, уничтоживший до половины станицы, в 1900 году — серьёзное наводнение.
В августе 1917 года произошли столкновения между ингушами и казаками станиц Карабулакской, Троицкой и Слепцовской. Причиной конфликта послужили, в свою очередь, столкновения ингушей с солдатами, возвращавшимися с фронтов Первой мировой войны, имевшие место во Владикавказе 6-7 июля. Несмотря на то, что уже 15 сентября между сторонами было заключено «перемирие», эти события фактически стали прологом к кровавым боям между ингушами и жителями казачьих станиц во время событий Гражданской войны на Кавказе.
Троицкая входила в Сунженский казачий округ, а в 1929 году в результате его расформирования вошла в состав Чеченской автономной области. В 1934 году станица Троицкая Троицкого станичного совета Чеченской АО в результате объединения Чеченской и Ингушской АО вошла в состав Чечено-Ингушской АО (позднее Чечено-Ингушской АССР).
До создания ЧИАССР, станица входила в состав Чеченской АО.
27—29 апреля 1991 года в станице произошёл конфликт на национальной почве между ингушами и казаками. Столкновения были спровоцированы дракой на казачьей свадьбе 27 апреля, в которой пострадали местные жители русской национальности. В ходе драки на следующий день пострадали уже местные ингуши. В ночь с 28 на 29 апреля, местными и, по некоторым свидетельствам, приезжими ингушами была предпринята попытка погромов домов казаков станицы. Был нанесён ущерб жилью и имуществу отдельных граждан; несколько домов и автомашин сожжено. В ходе столкновений было убито, по предварительным данным — 5 человек (двое казаков и трое ингушей, в том числе один милиционер), по окончательным данным — 8 человек, 19 человек ранено.
В Троицкую были введены части МВД, на место событий выехали члены Президиума Верховного Совета ЧИАССР. В республике были отменены первомайские демонстрации, приостановлены развлекательные мероприятия. Казачьими активистами станицы по итогам событий был образован Комитет по спасению Сунженских казаков, который принял обращение к президенту СССР М. С. Горбачёву и председателю Верховного Совета РСФСР Б. Н. Ельцину, содержавшее, в числе прочего, следующие требования:

«1. Принять незамедлительные и действенные меры по ограждению казачьего и славяноязычного населения Сунженского района Чечено-Ингушской Республики от националистически настроенных ингушских экстремистов, вплоть до формирования казачьих подразделений и выдачи им оружия.
2. Требуем решить вопрос массового переселения Сунженских казаков и компактного расселения в один из районов Краснодарского и Ставропольского краев со схожими природно-климатическими условиями.
3. Требуем ввести войска специального назначения и вывести из станицы личный состав МВД Чечено-Ингушской Республики, состоящий на 90 % из лиц чеченской и ингушской национальности, в большинстве случаев провоцирующих, а не пересекающих действия экстремистов.
Комитет по спасению Сунженских казаков.
30 апреля 1991 год».

Существует мнение, что именно события апреля 1991 года в Троицкой положили начало массовому отъезду русскоязычного населения из Ингушетии.
В 2006—2008 годах в Троицкой и в ряде соседних населённых пунктов (станицы Орджоникидзевская и Нестеровская, город Карабулак и др.) была совершена серия преступлений против русскоязычных граждан (подрывы взрывных устройств, поджоги, обстрелы и убийства). Кульминацией этих трагических событий стали нападения на семьи русских учительниц летом-осенью 2007 года в Орджоникидзевской и Карабулаке (вкупе с рядом других преступлений против русских, совершённых в те же дни в Ингушетии). Эта серия преступлений вызвала значительный общественный резонанс и привела к новой волне оттока русских из республики.

## Население
| 1959    | 1979    | 2002    | 2006    | 2007    | 2008    | 2009    | 2010    | 2011    |
| ------- | ------- | ------- | ------- | ------- | ------- | ------- | ------- | ------- |
| 5623    | ↘5239   | ↗21 521 | ↗22 387 | ↗22 597 | ↗22 837 | ↗23 179 | ↘16 225 | ↗16 494 |
| 2012    | 2013    | 2014    | 2015    | 2016    | 2017    | 2018    | 2019    | 2020    |
| ↗16 847 | ↗17 072 | ↗17 225 | ↗17 333 | ↗17 418 | ↗17 506 | ↗17 656 | ↗17 884 | ↗18 092 |
| 2021    | 2023    | 2024    | 2025    |         |         |         |         |         |
| ↗23 078 | ↗23 324 | ↗23 428 | ↗23 616 |         |         |         |         |         |

Национальный состав
| Год переписи | 2010              | 2002              | 1979             | 1970             | 1939            |
| ингуши       | ↘15 274 (94,14 %) | ↗18 018 (83,72 %) | ↘73 (1,40 %)     | ↗85 (1,42 %)     | 15 (0,27 %)     |
| русские      | ↘561 (3,46 %)     | ↘1 089 (5,06 %)   | ↘4 677 (89,60 %) | ↘5 304 (88,70 %) | 5 423 (96,87 %) |
| чеченцы      | ↘268 (1,65 %)     | ↗2 213 (10,28 %)  | ↗243 (4,66 %)    | ↗203 (3,39 %)    | 39 (0,70 %)     |
| другие       | 122 (0,75 %)      | 201 (0,93 %)      | 227 (4,35 %)     | 388 (6,49 %)     | 121 (2,16 %)    |
| всего        | 16 225 (100 %)    | 21 521 (100 %)    | 5 220 (100 %)    | 5 980 (100 %)    | 5 598 (100 %)   |

## Инфраструктура
- 4 средних общеобразовательных школы №" 1, 2, 3 и 4;
- детский сад № 1 и детский сад-ясли № 2;
- сельский дом культуры;
- взрослая и детская библиотеки;
- амбулатория;
- противотуберкулёзный диспансер;
- детский дом-интернат для умственно отсталых детей;
- реабилитационный центр;
- физкультурно-оздоровительный комплекс;
- пункт общественного питания;
- почтамт[57].
- До 2002 года в станице дислоцировался 503-й гвардейский мотострелковый полк.
- С 2011 года в Троицкой дислоцируется 291-я гвардейская артиллерийская бригада. Военный городок находится на северной окраине станицы.